# Secma F16
Pour les articles homonymes, voir F16.
La Secma F16 est un roadster sportif du constructeur automobile français Secma vendue depuis 2008. Elle est mue par un moteur 4-cylindres Renault de 105 chevaux en position centrale arrière. 

## Présentation
La Secma F16 est un petit cabriolet de type roadster deux places, à moteur central arrière.
Daniel Renard, son concepteur, un industriel spécialisé de longue date dans les véhicules légers confie « que l'idée du F16 lui est venue après avoir exposé sa gamme de petites voitures en Grande-Bretagne à l'invitation de Lotus ».

## Caractéristiques techniques
La F16 est mue par un moteur 4-cylindres Renault de 105 ch. Avec une masse de 567 kg, elle bénéficie de bonnes performances (rapport poids/puissance (kg/ch): 5,33), pour le coût d'une citadine. 
Son châssis est une poutre en acier mécano soudé faisant office de réservoir. La voiture dispose de freins hydrauliques à double circuit et de durites de frein de type aviation.   
La F16 est démunie de toute assistance électronique (ABS, ESP, direction assistée...) et même d'autoradio.
En septembre 2024, SECMA remplace le moteur Renault (K4M) 1.6 litre 105 ch qui équipait la Dacia Logan I par le moteur 1.6l Sce (code H4M) de 115 ch qui équipe le Dacia Duster III.

### Modèles dérivés

#### Secma F16 Turbo GT
La F16 Turbo GT est une version restylée de la F16 Turbo. Elle comprend une nouvelle face avant avec un extracteur d'air, des projecteurs bi-halogènes, des optiques leds, et un pack aérodynamique intégré.

#### Secma F16 Turbo
La Secma F16 Turbo, présentée au Salon international de l'automobile de Genève 2016, possède un empattement augmenté par rapport à la F16, et elle est motorisée par le quatre cylindres de 1,6 litre essence de la Peugeot 308 GT.

#### Secma Fun Buggy
Le Fun Buggy est basé sur le F16. Il est la version "baroudeur" du roadster avec une garde au sol de 220 mm et équipé de protections pour une utilisation tout chemin.

## Équipement
Elle est dotée d'un chauffage mais les portes et le toit souple sont en option. Elle n’inclut pas de coffre mais un top case et un porte-bagages sont disponibles en option, avec un sac étanche. 